# Camarena (kommunhuvudort)
Camarena är en kommunhuvudort i Spanien.   Den ligger i provinsen Toledo och regionen Kastilien-La Mancha, i den centrala delen av landet, 50 km sydväst om huvudstaden Madrid. Camarena ligger 576 meter över havet och antalet invånare är 2 704.
Terrängen runt Camarena är platt. Runt Camarena är det ganska glesbefolkat, med 35 invånare per kvadratkilometer. Närmaste större samhälle är Fuensalida, 8,7 km sydväst om Camarena. Trakten runt Camarena består till största delen av jordbruksmark.